# 張雨 (嘉靖進士)
張雨（1512年—？），字惟時，號鹅山，江西吉安府萬安縣人，民籍，明朝政治人物。

## 生平
嘉靖十三年（1534年）甲午科江西鄉試第二十四名舉人。嘉靖十七年（1538年）中式戊戌科會試第二十二名，登第三甲第二百零一名進士。次年授清丰县知县，选授云南道监察御史，二十年奉敕巡视山海关，二十五年奉命巡按甘肃，镇守甘肃总兵官仇鸾被总督曾铣弹劾有罪被锦衣卫逮问，张雨复奏言仇鸾黩货养衅，大失番夷心六事。二十七年巡按贵州，三十年復命回京，便道归省。不久改任大理寺左寺丞，三十四年春丁父忧，服阕，復原职。三十八年三月升本寺左少卿，三十九年九月升都察院右佥都御史、抚治郧阳，四十年闰五月改任湖广巡抚，四十一年五月命回都察院管事，九月嚴嵩失势，被吏科给事中沈淳弹劾贪肆不检，革职闲住。

## 家族
出身横塘张氏。曾祖張守約（张潜夫）；祖父張資雲，義官；父張士優（1489年-1555年），原名宠，字天錫，以字行，號寒泉居士，亦號石屋山人，母廖氏。重庆下。弟霆、霄、霑、霁。